# Radnóti Kovács Árpád
Radnóti Kovács Árpád (Mezőcsát, 1902. december 3. – Szombathely, 1977. október 25.) festőművész.

## Életútja
Kovács Árpád Andor járásbírósági írnok és Balázsy Ilona fia. Tanulmányait a Képzőművészeti Főiskolán végezte, ahol mestere Glatz Oszkár volt. Miután megszerezte oklevelét, 1931-ben Szombathelyen tanított mint rajzpedagógus, s ugyanebben az évben elnyerte Balló Ede ezerpengős, ún. figurális díját. 1937-ben a szombathelyi Szent Márton Céh bronzérmével, majd 1940-ben a Soproni Képzőművészek ezüstérmével tüntették ki. A Zsennyei Művésztelep egyik alapítója volt. A szombathelyi Savaria Múzeumban 1967-ben nagyszabású retrospektív tárlaton állította ki képeit. Felesége, Fábián Mária szintén festőművész.